# August L. Mayer
Pour les articles homonymes, voir Liebmann.
August Liebmann Mayer, né à Griesheim (près de Darmstadt, en Allemagne) le 27 octobre 1885 et mort à Auschwitz, probablement le 12 mars 1944, est un historien de l'art allemand, spécialiste de la peinture espagnole du Siècle d'or.

## Biographie
Disciple du suisse Heinrich Wölfflin (1864-1945), un éminent représentant du courant formaliste, Mayer est le premier à appliquer une méthodologie moderne à l'étude de l'histoire de l'art espagnol. 
D'origine juive, il meurt au camp de concentration d'Auschwitz, cinq jours après avoir été déporté de Drancy.